# Libertia ixioides
Libertia ixioides är en irisväxtart som först beskrevs av Johann Georg Adam Forster, och fick sitt nu gällande namn av Spreng.. Libertia ixioides ingår i släktet Libertia och familjen irisväxter. Inga underarter finns listade i Catalogue of Life.

## Bildgalleri

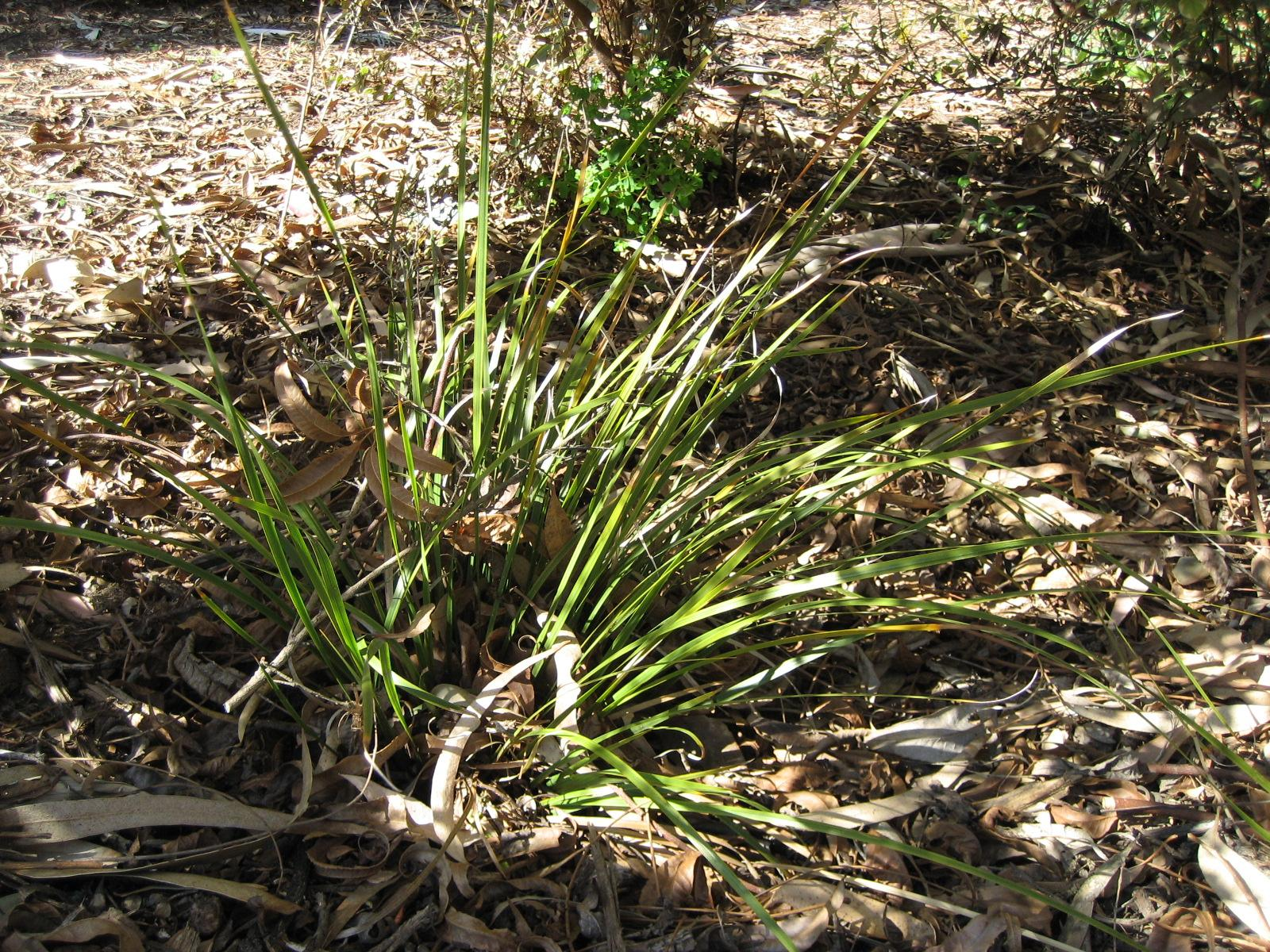
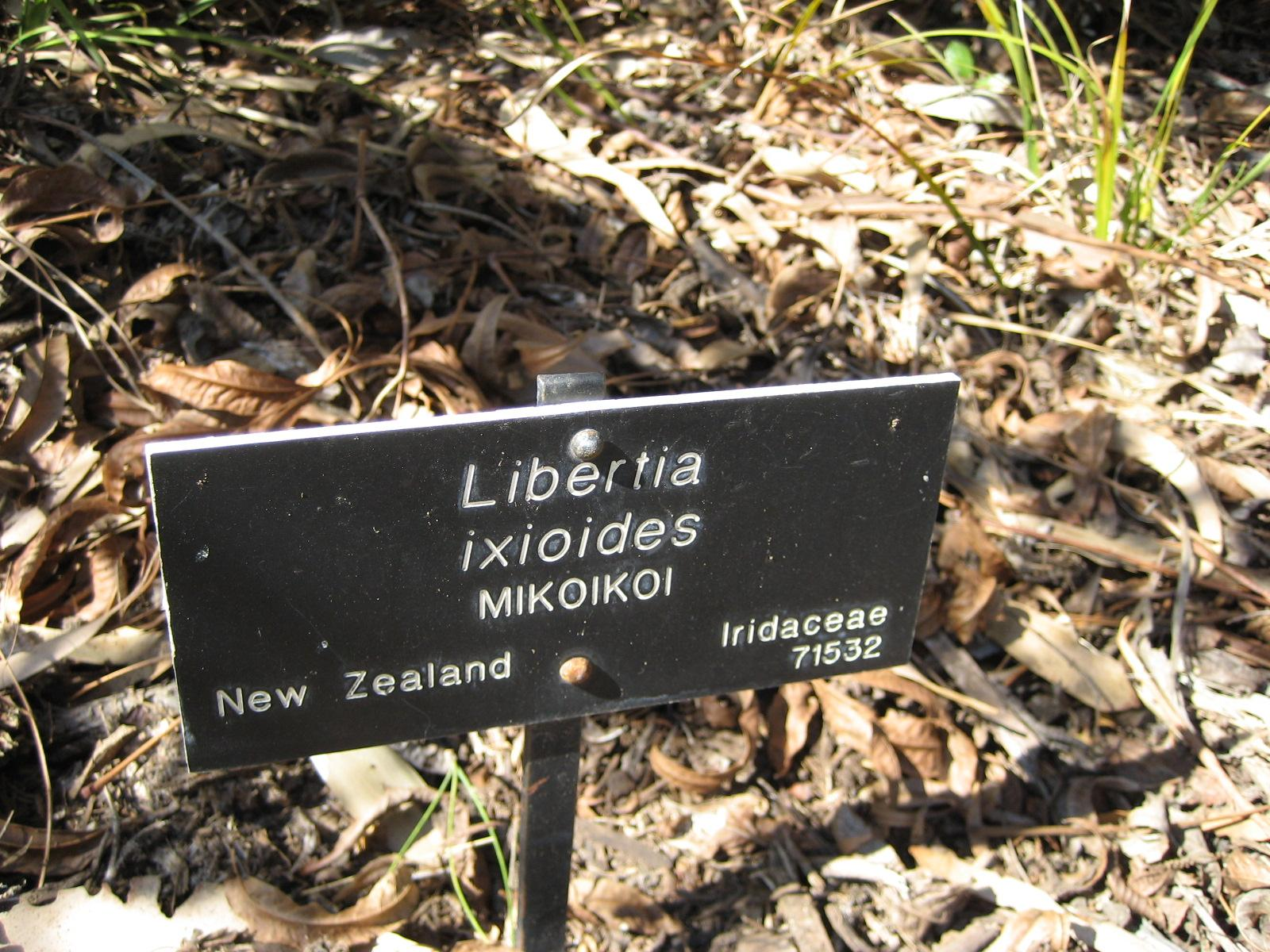
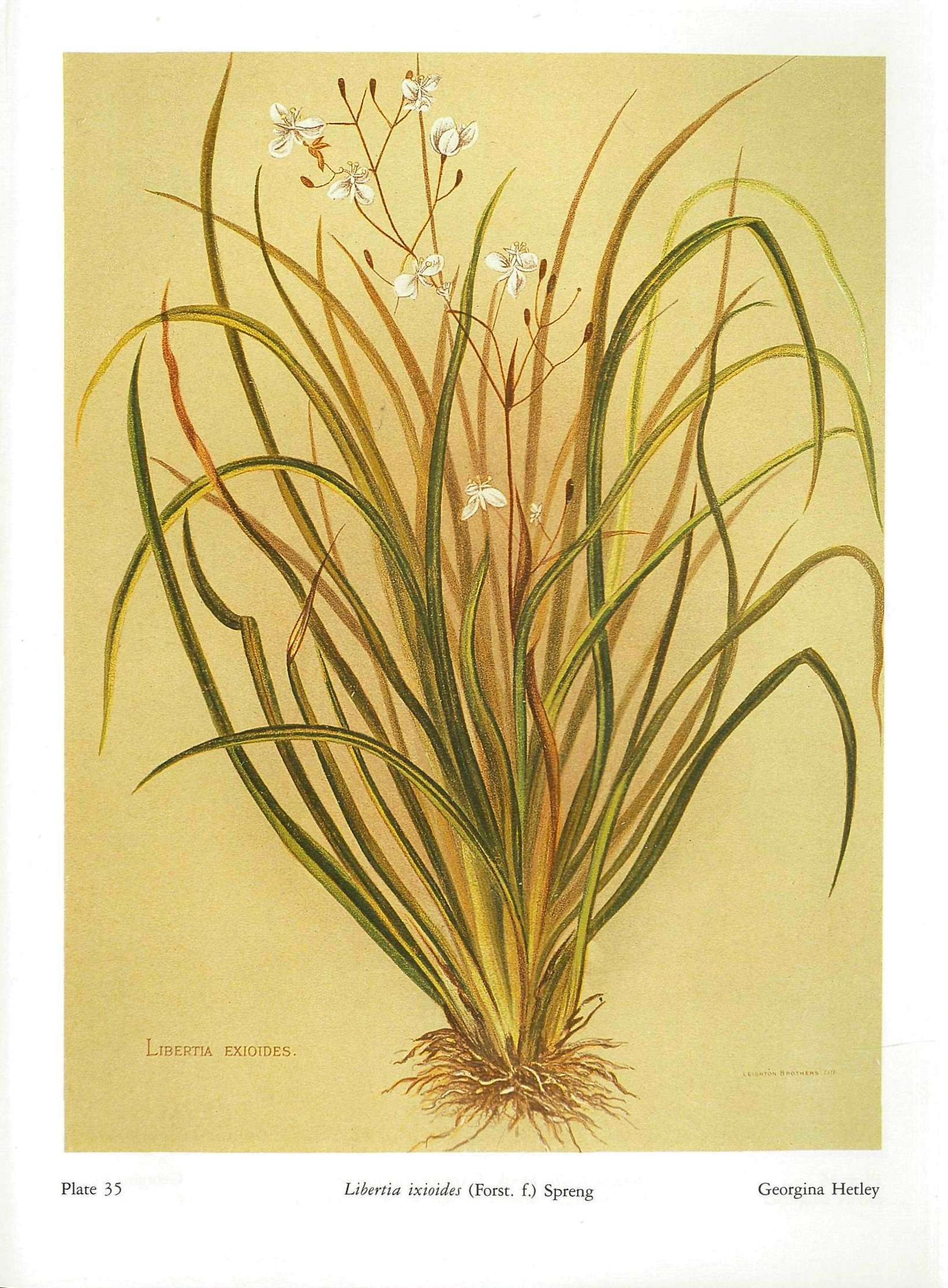